# 北海道道133号音更新得線
北海道道133号音更新得線（ほっかいどうどう133ごう おとふけしんとくせん）は、北海道音更町と新得町を結ぶ道道（主要地方道）である。

## 概要

### 路線データ
- 起点 : 北海道河東郡音更町新通15丁目（国道241号交点）
- 終点 : 北海道上川郡新得町栄町（国道38号交点）
- 総延長 : 23.4 km[要出典]

## 歴史
- 1993年（平成5年）5月11日 - 建設省から、道道音更鹿追線・道道本別新得線の一部が音更新得線として主要地方道に指定される[1]。
- 1994年（平成6年）
  - 4月1日 - 1096号として路線認定（音更町〜鹿追町は道道906号音更鹿追線から、鹿追町〜清水町熊牛は道道35号本別新得線の一部からの指定替え）[2]。
  - 10月1日 - 路線番号を133号に変更[3]。

## 路線状況

### 重複区間
- 北海道道337号上士幌士幌音更線：音更町音更西1線 - 音更町駒場南
- 北海道道54号東瓜幕芽室線：音更町上然別西6線 - 河東郡鹿追町美蔓西
- 国道274号：鹿追町下鹿追 - 鹿追町南町1丁目
- 北海道道75号帯広新得線：上川郡清水町熊牛 - 新得町栄町

### 道の駅
- 道の駅しかおい（国道274号重複区間）

## 地理

### 通過する自治体
- 十勝総合振興局
  - 河東郡音更町
  - 河東郡鹿追町
  - 上川郡清水町
  - 上川郡新得町

### 交差する道路
音更町
- 国道241号 - 新通15丁目（起点）
- 北海道道415号音更停車場線 - 大通5丁目
- 北海道道337号上士幌士幌音更線 - 音更西1線、駒場南（重複）
- 国道241号 帯広北バイパス - 音更西1線
- 北海道道239号熊牛音更線 - 音更西1線
- 北海道道214号川西芽室音更線 - 東士狩北6線
- 北海道道54号東瓜幕芽室線 - 上然別西6線

鹿追町
- 北海道道54号東瓜幕芽室線 - 美蔓西
- 国道274号 - 下鹿追
- 国道274号 - 南町1丁目・栄町1丁目交差点
- 北海道道416号鹿追停車場線 - 南町1丁目・栄町1丁目交差点

清水町
- 北海道道75号帯広新得線 - 熊牛
- 北海道道718号忠別清水線 - 屈足旭町4丁目
- 国道38号 - 栄町（終点）